# Enzo Bruno
Enzo Alejandro Bruno (San Ignacio, Provincia de Misiones, Argentina; 19 de marzo de 1987) es un futbolista argentino. Juega como mediocampista ofensivo y su primer equipo fue Independiente. Actualmente milita en Club Atlético Bartolomé Mitre

## Trayectoria
Nació el 18 de marzo de 1987 en la ciudad de San Ignacio, provincia de Misiones. Comenzó su carrera en el Club Atlético Independiente, surgiendo de las inferiores de dicho club, donde se encontraba jugando desde el año 2006 hasta el inicio de la temporada 08/09, con un total de 20 apariciones. Desembarcó en San Martín de Tucumán por una temporada, y al comienzo de 2009 volvió a Independiente.

## Clubes
| Club                      | País      | Año        |
| ------------------------- | --------- | ---------- |
| Independiente             | Argentina | 2006-2008  |
| San Martín de Tucumán     | Argentina | 2008       |
| Real Cartagena            | Colombia  | 2009       |
| Independiente             | Argentina | 2009       |
| Unirea Alba Iulia         | Rumania   | 2010       |
| Aldosivi de Mar del Plata | Argentina | 2010-2011  |
| Mixto                     | Brasil    | 2011       |
| Guaraní Antonio Franco    | Argentina | 2011-2012  |
| Crucero del Norte         | Argentina | 2012-2014  |
| Guaraní Antonio Franco    | Argentina | 2014-2016  |
| Fuerza Amarilla           | Ecuador   | 2016       |
| Crucero del Norte         | Argentina | 2017-2018  |
| Fuerza Amarilla           | Ecuador   | 2019       |
| Chaco For Ever            | Argentina | 2022-2023. |
| Guaraní Antonio Franco    | Argentina | 2023-Act.  |